# Coca-Cola Black Cherry Vanilla
Coca-Cola Black Cherry Vanilla, и диетичния вариант – Diet Coke Black Cherry Vanilla са газирани безалкохолни напитки, разновидност на напитката Кока-Кола, с аромат на череши и ванилия.
Производство стартира през 2006 година.
Произвежда се от Coca-Cola Company в САЩ.
Диетичният вариант съдържа аспартам и калиев ацесулфам, и се предлага на пазара, като част от диетичните напитки на компанията.
Пускането на този продукт съвпада с постепенното премахване на друга безалкохолна напитка на компанията – Vanilla Coke и диетичният ѝ вариант в Северна Америка.
Coca-Cola Zero Black Cherry Vanilla е версия на диетичната кола Black Cherry Vanilla, която се появява през 2006 г. в Канада.
Поради ниските стойности на продажбите, както и завръщането на Coca-Cola Vanilla през лятото на 2007 г., производството и продажбите на Black Cherry Vanilla Coke в Съединените щати е прекратено.